# Cromberg (Kalifornija)
Cromberg je naseljeno područje za statističke svrhe u američkoj saveznoj državi Kalifornija. Prema popisu stanovništva iz 2010. u njemu je živjelo 261 stanovnika.